# Ніколаєвка (Бірський район)
Нікола́євка (рос. Николаевка, башк. Николаевка) — село у складі Бірського району Башкортостану, Росія. Входить до складу Бурновської сільської ради.
Населення — 505 осіб (2010; 513 у 2002).
Національний склад:
- росіяни — 85 %